# Bruchsaler Intelligenzblatt
Das Bruchsaler Intelligenzblatt war ein Intelligenzblatt, das ab 1760 unter dem Titel Bruchsaler Wochenblatt in Bruchsal im damaligen Hochstift Speyer erschien.

## Geschichte
Im Jahr 1757 trat der Hofbuchdrucker Christian Mannhardt mit dem Vorschlag an den Fürstbischof Christoph Franz von Hutten (1743–1770) heran, ein Wochenblatt einzurichten. Nach dem Vorbild des Carlsruher Wochenblatts sollte für die Stadt Bruchsal mit knapp 4000 Einwohnern und für das Fürstbistum mit ungefähr 60.000 Einwohnern ein Wochenblatt entstehen, das für ein relativ zersplittertes Territorium nützlich sein sollte.
1758 entschied sich der Landesherr für ein Wochenblatt und es dauerte noch zwei Jahre bis Anfang 1760 zum Preis von 1 fl. (Gulden) pro Jahr das Bruchsaler Wochenblatt oder Nachrichten von allerhand Sachen, deren Bekanntmachung dem gemeinen Wesen nützlich und nöthig erschien. Da anfänglich sich nur 70 Abonnenten fanden, empfahl die fürstliche Regierung den Ämtern das Blatt zu abonnieren. Wie zu dieser Zeit üblich, wurde das Wochenblatt von einem Regierungssekretär zensiert. Um das wirtschaftlich gefährdete Blatt zu unterstützen, verordnete der Fürstbischof auf Bitten des Verlegers 1762 Zwangsabonnements für sämtliche Zentralbehörden, Ämter und Gemeinden und ebenso für alle Gastwirtschaften des Hochstifts. Diese wehrten sich gegen diese Entscheidung. Ende der 1760er Jahre wurde wahrscheinlich das Bruchsaler Wochenblatt, der Verleger Mannhardt starb 1767, eingestellt.
1782 befahl der Fürstbischof Damian August von Limburg-Stirum (1770–1797) die Wiedereinführung eines Wochenblattes. Jakob Bevern, der Hofbuchdrucker und Nachfolger von Mannhardt, übernahm die Herausgabe für das Wochenblatt für das Fürstliche Hochstift Speyer, das ab April 1782 erschien. Nun wurden die Zwangsabonnements konsequent durchgesetzt, um eine dauerhafte finanzielle Grundlage für das Erscheinen des Wochenblattes zu schaffen. Das Anzeigenaufkommen, etwa ein Drittel des Umfangs, war ebenso wichtig für die Finanzierung. Die Anzeigen bestanden aus Verkaufsangeboten für Wein, für Häuser und aus Anstellungsgesuche von Dienstboten. Der Verleger Bevern zeigte auch die in seiner Firma verlegten Bücher an. Die Verordnungen des Landesherrn machten einen wesentlichen Teil des Blattes aus und wurden eher gelesen als die an öffentlichen Plätzen angeschlagenen Plakate gleichen Inhalts. Viele Verlautbarungen befassten sich mit der legalen oder illegalen Auswanderung von Untertanen, so wurde die Erlaubnis zur Auswanderung mitgeteilt und aufgefordert etwaige Ansprüche gegen die betreffende Person beim zuständigen Amt anzumelden. Prozessankündigungen der landesherrlichen Gerichte wurden ebenfalls veröffentlicht und die entsprechenden Urteile der Gerichte. Die Veröffentlichung der Termine von Märkten und Messen und Preistabellen für wichtige Nahrungsmittel sollten im Land das Wirtschaftsleben fördern. Öffentlich angezeigt wurden auch persönliche Ereignisse wie Geburt, Heirat und Tod, die Informationen wurden von den Geistlichen geliefert, die die Standesbücher führten.